# Hjalmar Siilasvuo

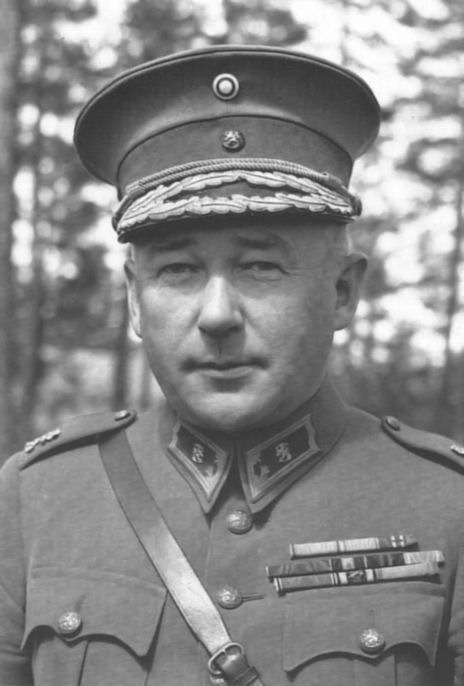
Hjalmar Siilasvuo (1943)

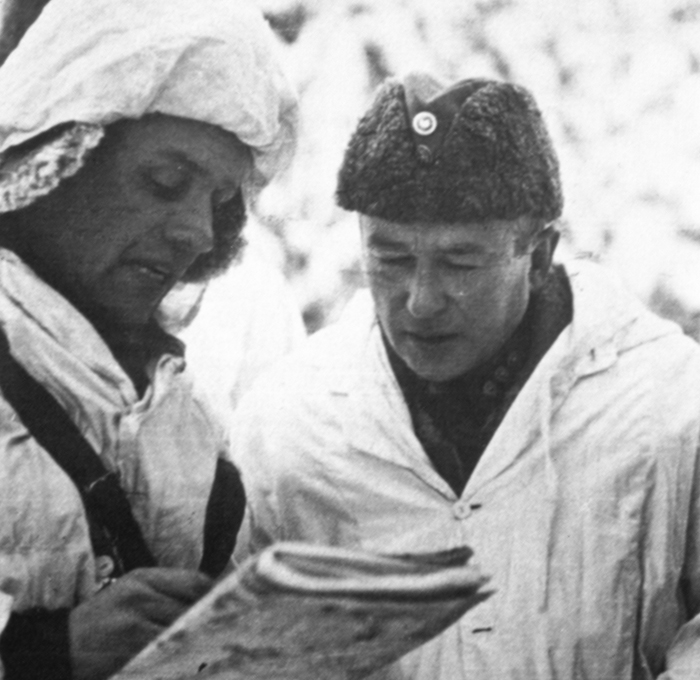
Siilasvuo 1940 während der Schlacht von Suomussalmi

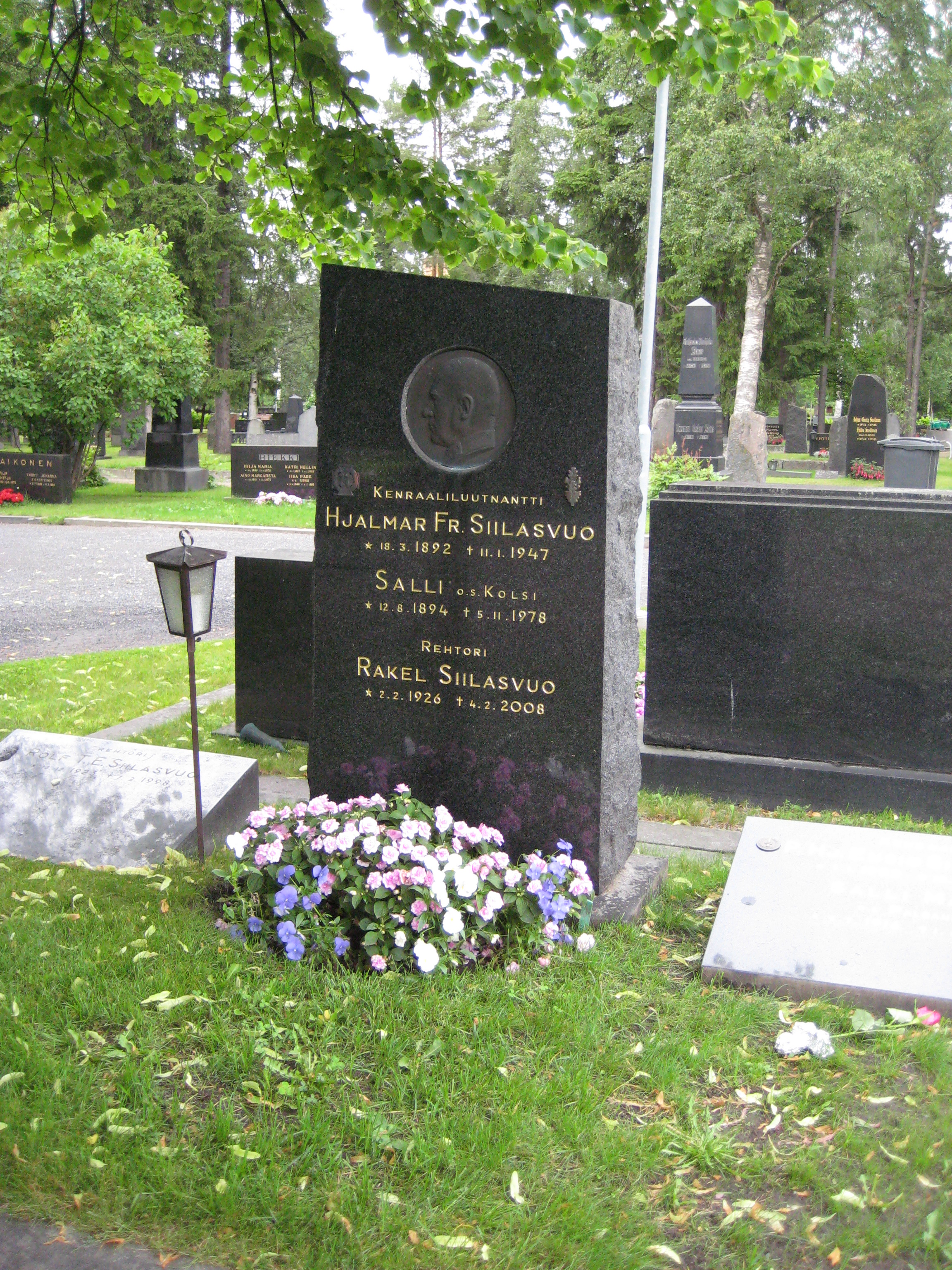
Hjalmar Siilasvuos Grab

Hjalmar Fridolf Siilasvuo (geb. Hjalmar Fridolf Strömberg, * 18. März 1892 in Helsinki; † 11. Januar 1947 in Liminka) war ein finnischer Offizier während des Winterkriegs und des Fortsetzungskriegs.

## Leben
Hjalmar Fridolf Siilasvuo wurde am 18. März 1892 in Helsinki als Hjalmar Fridolf Strömberg als Sohn des Zeitungsreporters Frans Strömberg und Hulda Röman geboren. Er erhielt seine erste militärische Ausbildung während des Ersten Weltkriegs in Deutschland innerhalb der aus finnischen Freiwilligen aufgestellten Jägereinheiten. Siilasvuo arbeitete in der Zwischenkriegszeit als Anwalt. 1936 finnisierte er seinen Nachnamen vom schwedischen Strömberg in Siilasvuo und wurde Mitglied des Stadtrats von Oulu. Kurz nach dem Beginn des Winterkrieges 1939 wurde er als Reserveoffizier einberufen. Im Rang eines Obersten befehligte er die 9. Division der finnischen Armee bei der Schlacht von Suomussalmi und der Schlacht von Kuhmo.
Nach dem Überfall Deutschlands auf die Sowjetunion 1941 befehligte Siilasvuo das III. Korps an der Karelischen Landenge. Hier nahm er und sein Korps an Unternehmen Silberfuchs teil, mit dem Ziel die Murmanbahn zu erreichen. Dieses Ziel konnte nicht erreicht werden. Auf Befehl des Finnischen Oberkommandos, welcher wiederum auf diplomatischen Druck durch die USA beruhte, ließ er den Angriff am 17. November 1941 einstellen. Als Finnland 1944 mit der Sowjetunion Frieden schloss, kommandierte Siilasvuo die finnischen Truppen, welche die in Finnland verbliebenen deutschen Einheiten im Lapplandkrieg bekämpften. Nach dem Ende des Krieges übernahm er das Kommando der ersten finnischen Division.